# Callitriche
Cet article concerne le genre de plantes aquatiques. Pour les autres sens, voir Callitriche (homonymie).
Genre
Classification APG III (2009)
Callitriche est un genre de plantes aquatiques d'eau douce de la famille des Callitrichaceae selon la classification classique ou des Plantaginaceae selon la classification APG III (2009).

## Description

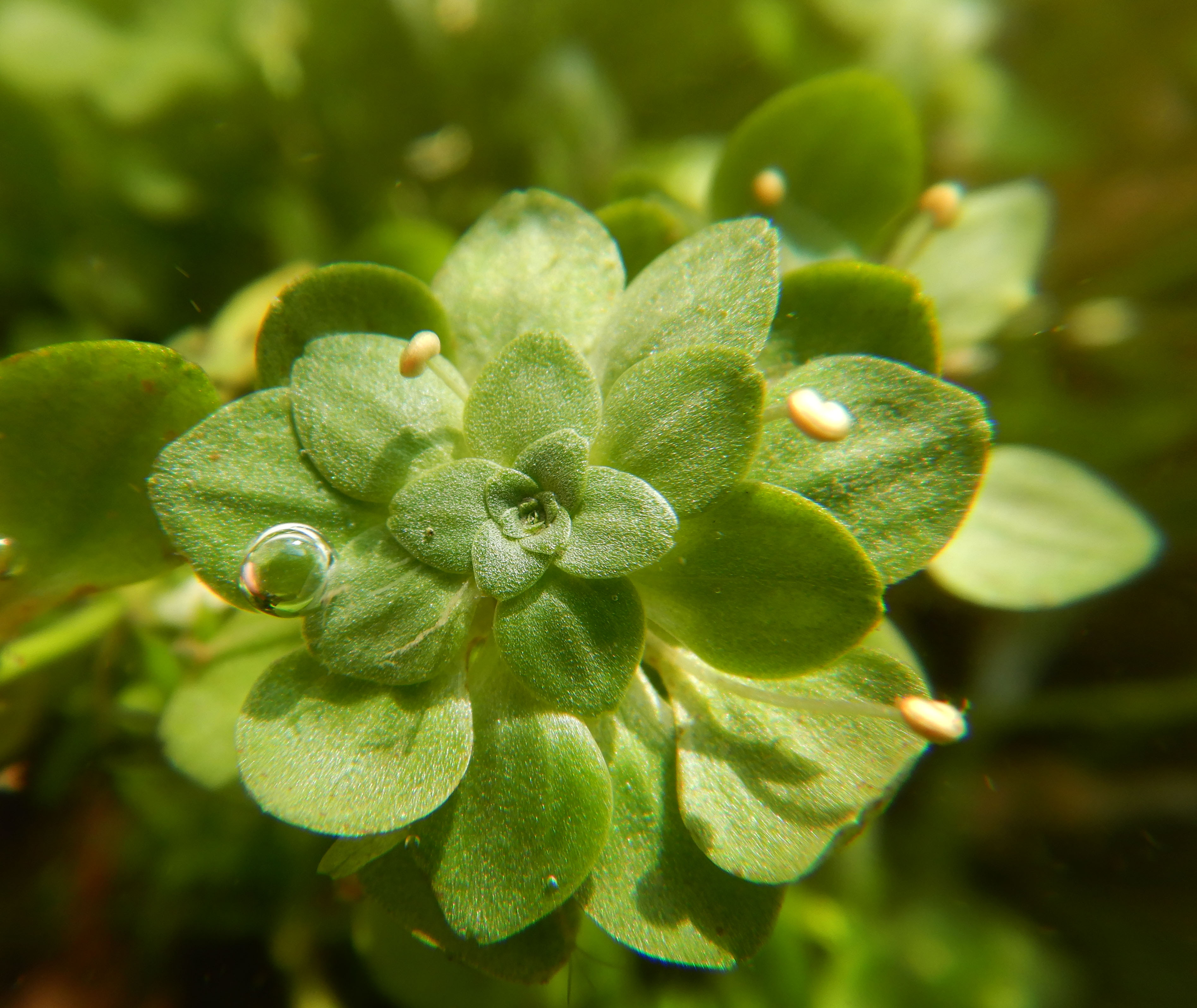
Callitriche sp. en floraison, dans l'Authie

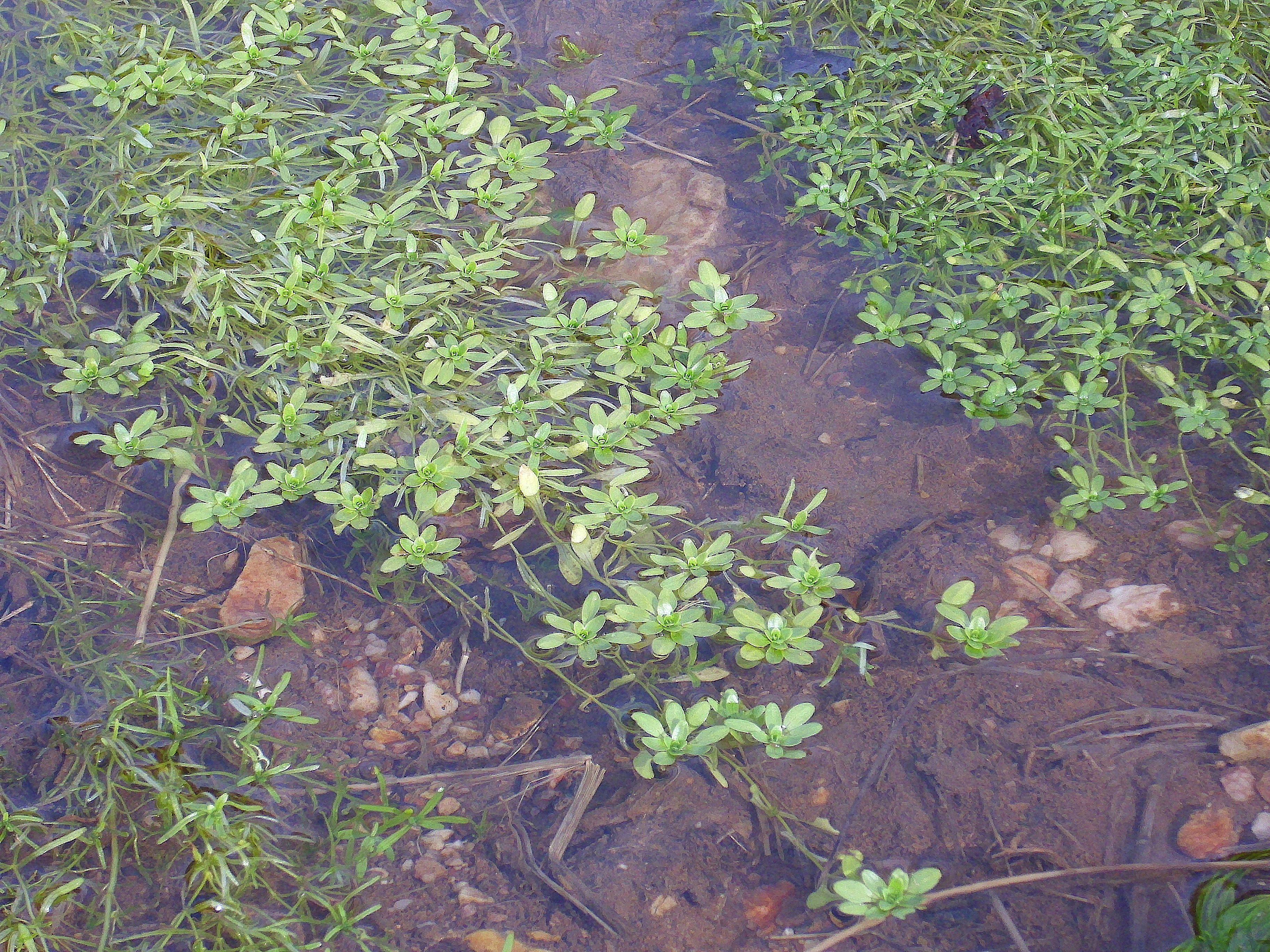
Callitriche brutia (Sierra Madrona)

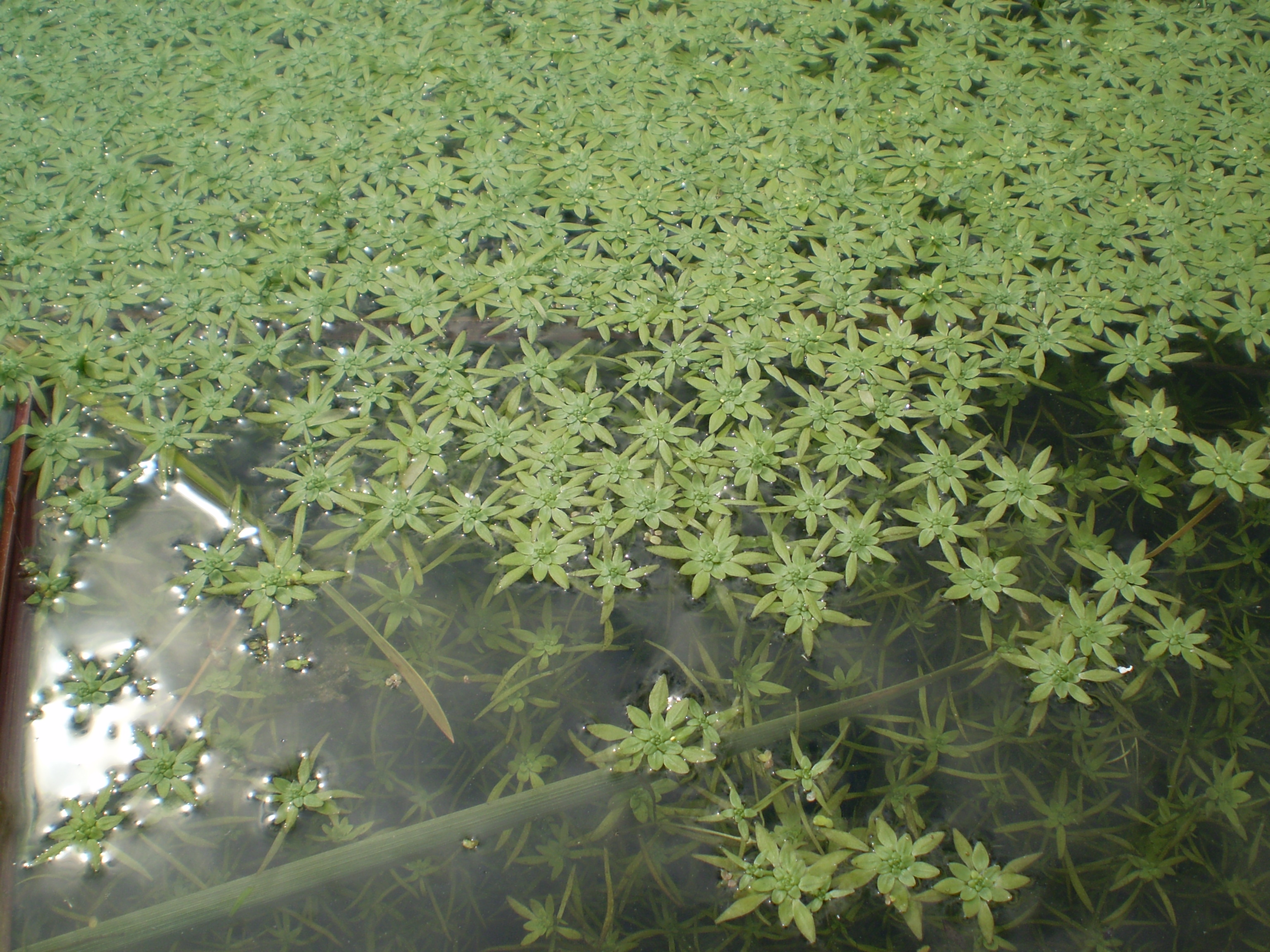
Callitriche cophocarpa

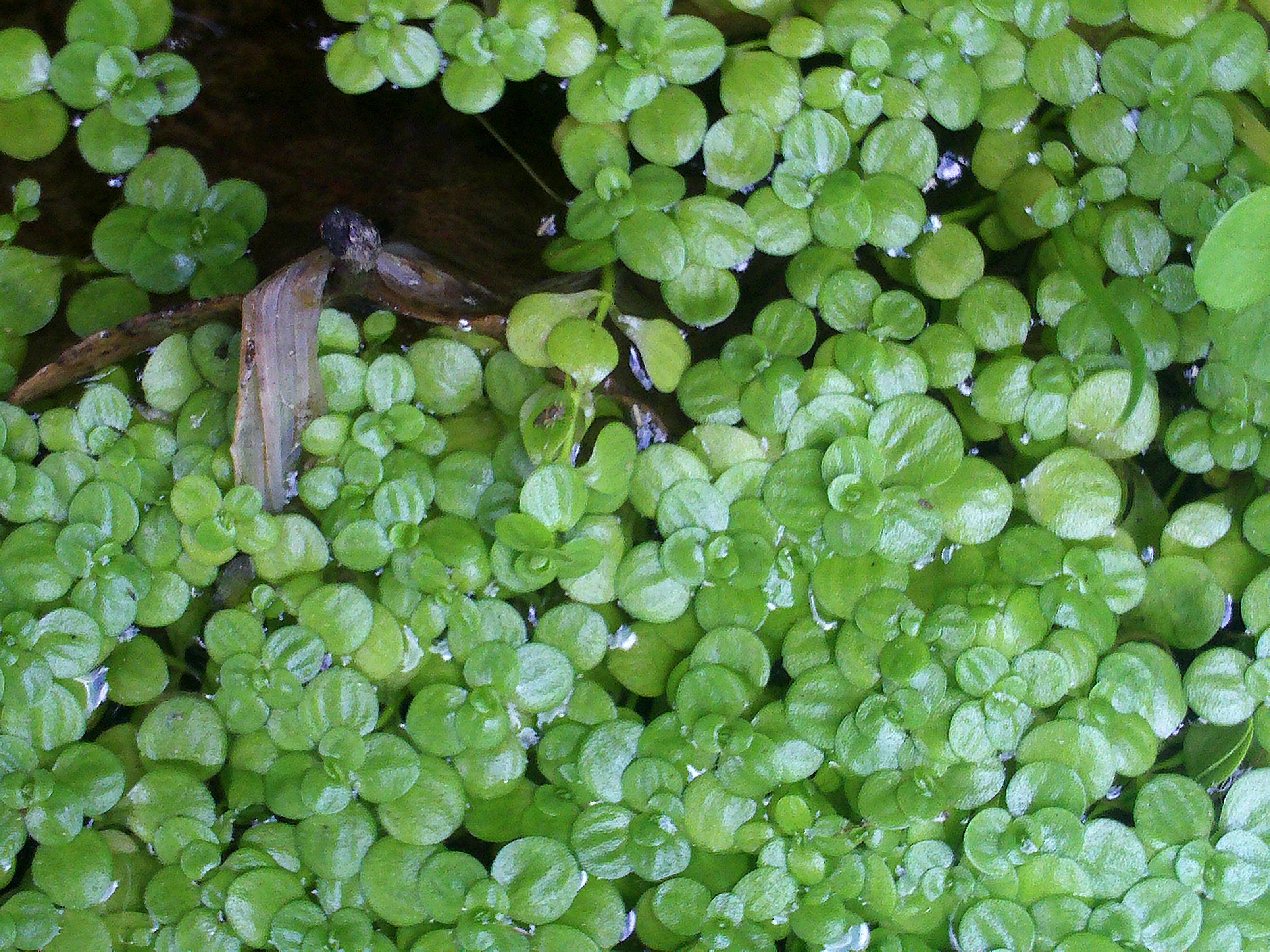
Callitriche stagnalis

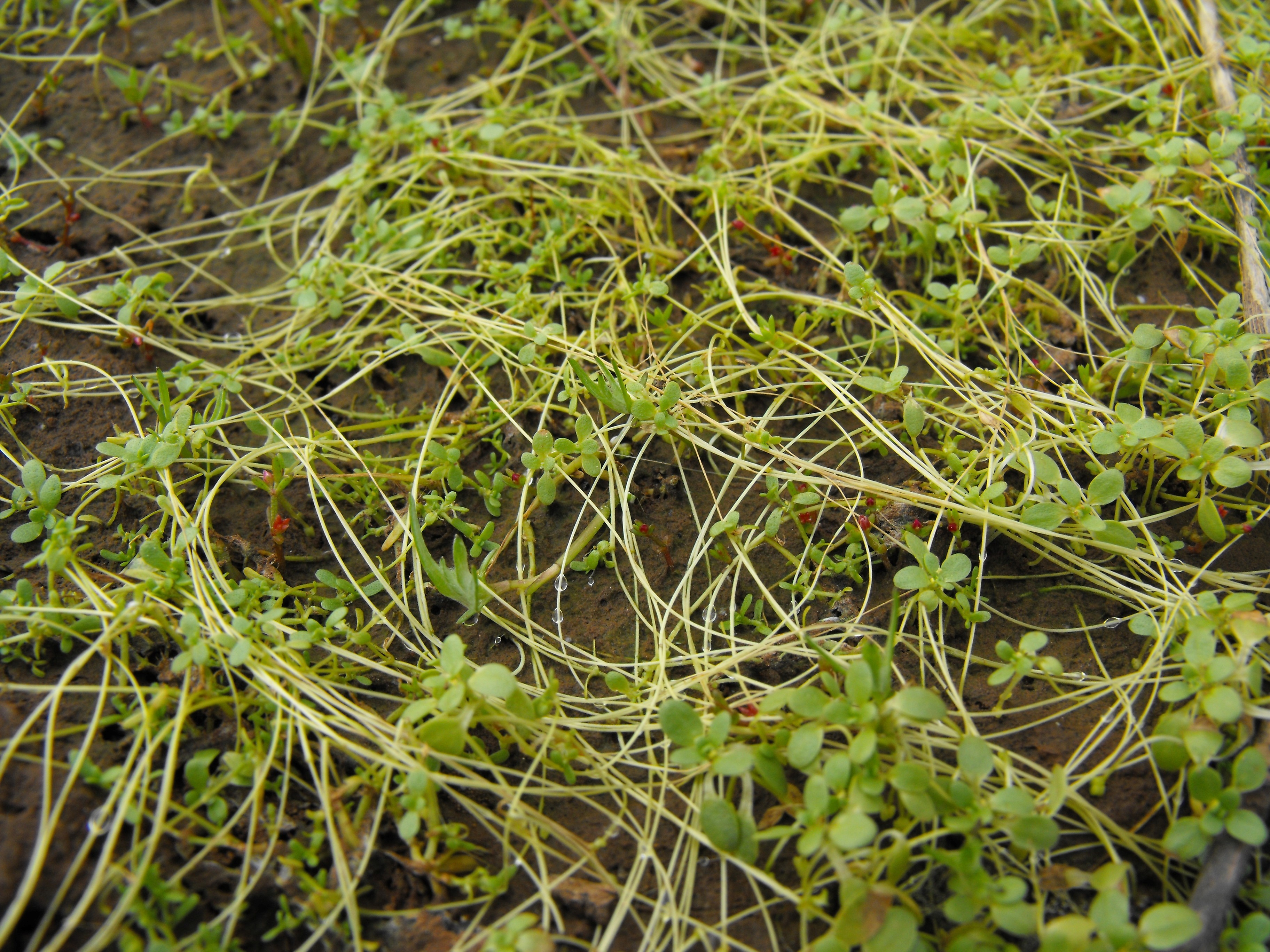
Callitriche marginata (sur fond de mare exondée, aux États-Unis)

Les tiges se développent sous l'eau et quand elles atteignent la surface produisent des rosettes caractéristiques de petites feuilles reliées au pied-mère par une tige filiforme flottante. D'après des études faites sur Callitriche platycarpa, cette tige de surface est très fine (diamètre <1 mm). Au niveau des rosettes de feuilles flottantes, les entrenœuds immatures sont en outre très courts (<2 mm) ; s'ils mûrissent à la surface de l'eau, ils grandiront jusqu'à 10 à 30 mm de long, mais si la plante est immergée ils grandissent plus vite et atteindront 25 à 60 mm. L'allongement de la tige des callitriches est contrôlé par deux hormones connues dans le monde végétal (éthylène et gibbérelline,. Comme chez plusieurs autres plantes aquatiques, tiges et feuilles prennent une apparence très différente selon qu'elles sont sous l'eau ou flottantes.
À faible profondeur la plante tend à s'étaler et peut autolimiter sa croissance quand l'espèce est déjà densément présente (manque d'espace et/ou de lumière). Si l'eau est plus profonde, la touffe forme un fuseau qui tend à monter vers la surface. Dans les cours d'eau, selon la profondeur et la vitesse du courant, les herbiers de callitriche peuvent former des tapis et coussins monospécifiques (ou mélangés avec d'autres plantes aquatiques. En zone fraiche à tempérée, une grande partie des herbiers disparaissent en hiver, mais quelques touffes subsistent généralement.

## Habitats
Les callitriches sont plutôt des plantes de courants lents (zone lentique).
Une étude a porté sur l'effet de la vitesse du courant sur la photosynthèse de Callitriche stagnalis Scop. Elle a conclu que la photosynthèse augmente quand le courant augmente (jusqu'à 8–12 mm s–1), mais qu'au delà elle se réduit au contraire : si la vitesse de l'eau est de 20 ou 40 mm s–1, la quantité d'oxygène produite par la plante diminue respectivement de 5 à 30 % et de 13 à 29 %.

## Utilisation
En raison de ses capacités bioaccumulatrices et de bioconcentration pour certains métaux toxiques dont le chrome hexavalent, Callitriche cophocarpa Sendt. a été testée pour la phytoremédiation du chrome VI.

## Quelques espèces
- Callitriche albomarginata
- Callitriche brutia
- Callitriche cophocarpa
- Callitriche cribrosa
- Callitriche deflexa
- Callitriche hamulata Kuetz.
- Callitriche hermaphroditica
- Callitriche heterophylla Pursh
  - Callitriche heterophylla var. bolanderi
  - Callitriche heterophylla var. heterophylla
- Callitriche heteropoda
- Callitriche lusitanica
- Callitriche marginata
- Callitriche mathezii Schotsman
- Callitriche muelleri Sonder
- Callitriche nana
- Callitriche nuttallii
- Callitriche palustris L.
- Callitriche peploides
- Callitriche platycarpa
- Callitriche pulchra Schotsman
- Callitriche stagnalis Scop.
- Callitriche terrestris Raf.
- Callitriche trochlearis
- Callitriche truncata
- Callitriche verna L.

## En France
- Callitriche brutia ou callitriche pédonculé
- Callitriche hamulata ou callitriche à crochets
- Callitriche obtusangula ou callitriche à angles obtus
- Callitriche palustris ou callitriche des marais
- Callitriche platycarpa ou callitriche à fruits plats
- Callitriche stagnalis ou callitriche des eaux stagnantes
- Callitriche truncata ou callitriche tronqué